# National Democratic Congress
Der National Democratic Congress (NDC) ist eine politische Partei in Ghana. Seit 2025 ist sie die Regierungspartei. Sie gilt als sozialdemokratisch.
Das Symbol der Partei ist ein Regenschirm in den Farben Schwarz, Rot, Weiß und Grün.

## Geschichte
Gegründet wurde der National Democratic Congress vom ehemaligen Präsidenten Ghanas Jerry Rawlings zu den Wahlen 1992 und 1996. Neben dem National Democratic Congress ist die New Patriotic Party eine der beiden führenden Parteien. Bei den letzten Wahlen am 7. Dezember 2016 erlangte der National Democratic Congress im Rahmen der Parlamentswahlen 104 der 275 Sitze im Parlament und verlor damit die absolute Mehrheit an die New Patriotic Party.

## Wahlergebnisse

### Parlamentswahlen
| Jahr | Stimmen   | Stimmanteil | Sitze     | Ergebnis   | Belege      |
| ---- | --------- | ----------- | --------- | ---------- | ----------- |
| 1992 | 1.521.629 | 77,53 %     | 189 / 200 | Regierung  | [ 2 ]       |
| 1996 |           |             | 133 / 200 | Regierung  | [ 2 ]       |
| 2000 | 2.691.515 | 41,21 %     | 92 / 200  | Opposition | [ 2 ]       |
| 2004 | 3.505.074 | 40,8 %      | 94 / 230  | Opposition | [ 3 ] [ 2 ] |
| 2008 |           |             | 114 / 230 | Regierung  | [ 2 ]       |
| 2012 | 5.127.671 | 46,4 %      | 148 / 275 | Regierung  | [ 4 ]       |
| 2016 | 4.560.491 | 42,3 %      | 106 / 275 | Opposition | [ 5 ]       |
| 2020 | 6.094.478 | 46,2 %      | 137 / 275 | Opposition | [ 6 ]       |
| 2024 | TBD       | TBD         | TBD       | Regierung  |             |

### Präsidentschaftswahlen
Die Partei stellte mit Jerry Rawlings (zuvor Vorsitzender der Militärjunta), John Atta Mills und John Dramani Mahama bisher drei Präsidenten.
| Jahr | Kandidat            | Stimmen   | %      | Position | Belege |
| ---- | ------------------- | --------- | ------ | -------- | ------ |
| 1992 | Jerry Rawlings      | 2.323.135 | 58,4   | 1        | [ 2 ]  |
| 1996 | Jerry Rawlings      | 4.099.758 | 57,4   | 1        | [ 2 ]  |
| 2000 | John Atta Mills     | 2.750.124 | 43,1   | 2        | [ 2 ]  |
| 2004 | John Atta Mills     | 3.850.368 | 44,6   | 2        | [ 2 ]  |
| 2008 | John Atta Mills     | 4.521.032 | 50,2   | 1        | [ 2 ]  |
| 2012 | John Dramani Mahama | 5.574.761 | 50,7   | 1        |        |
| 2016 | John Dramani Mahama | 4.771.188 | 44,5   | 2        |        |
| 2020 | John Dramani Mahama | 6.213.182 | 47,4 % | 2        |        |
| 2024 | John Dramani Mahama | TBD       | TBD    | 1        |        |